# Коростова (Новгородская область)
Коростова — упразднённая в 2012 году деревня в Старорусском муниципальном районе Новгородской области, с весны 2010 года относилась к Великосельскому сельскому поселению.
Деревня расположена на реке Коростовка, которая вместе с Каменкой образует приток реки Холынья, в пяти километрах к юго-востоку от деревни Большие Боры.

## История
До весны 2010 года входила в ныне упразднённое Большеборское сельское поселение. На основании постановления Новгородской областной Думы № 402-5ОД от 26 декабря 2012 года «Об упразднении статуса населённых пунктов Великосельского поселения Старорусского района» был упразднён статус населённого пункта у деревни Коростова в связи с утратой признаков населённого пункта. Законом Новгородской области № 216-ОЗ от 1 марта 2013 года деревня была исключена из состава сельского поселения.

## Население
| 2010 |
| ---- |
| 0    |

## Транспорт
Ближайшая железнодорожная станция расположена в Тулебле.